# Tortum
Tortum (orm. Թորթում T’ort’um, gruz. თორთომი t’ort’omi, osm-tur. تورتوم) – miasto oraz dystrykt (tur. bezirk) w prowincji Erzurum we wschodniej Anatolii w Turcji. W 2014 roku populacja dystryktu wynosiła 17 394 osoby, zaś samego miasta 3465 osób. Powierzchnia dystryktu wynosi 1467,36 km². Tortum zamieszkują Turcy, Czerkiesi, Hemşinliler
Przez miasto przepływa rzeka Tortum.